# Friedhof Döhlen

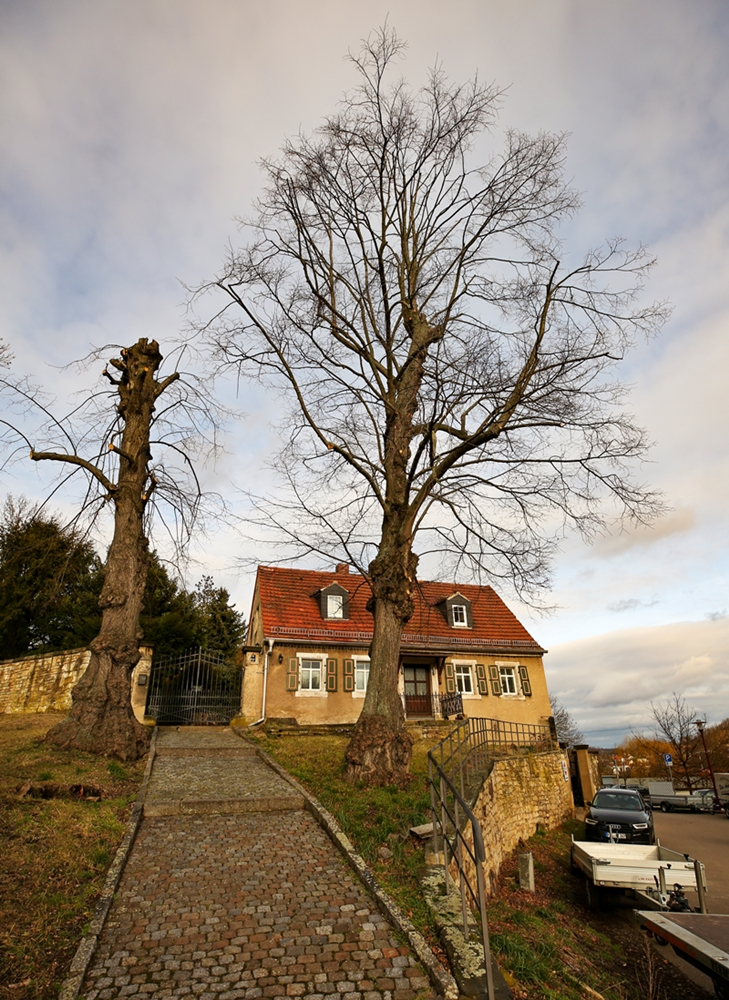
Zugang zum alten Teil des Friedhofs von der Nordstraße aus mit dem ehemaligen Haus des Totenbettmeisters

Der Friedhof Döhlen ist der Friedhof der Lutherkirchgemeinde aus dem Freitaler Stadtteil Döhlen. Er befindet sich an der Nordstraße unweit der Kirche und des Döhlener Rathauses. Die Anlage gliedert sich in einen alten (ca. 6.000 m²) und einen neuen Friedhof (ca. 13.600 m²).
Der Zugang zum Friedhof erfolgt von der Nordstraße aus über einen recht steilen gepflasterten Weg direkt hinter dem ehemaligen Döhlener Rathaus. Direkt neben dem Eingangstor befindet sich das kleine zweistöckige Haus des Totenbettmeisters. Es trägt die Adresse Nordstraße 1. Dahinter erstreckt sich zunächst der alte Friedhof, auch Terrassenfriedhof genannt, entlang der Straße. Dieser Teil des Friedhofs wird nicht mehr für Bestattungen genutzt.
Nach einigen Metern und hinter dem denkmalgeschützten Haus für den Friedhofsgärtner zweigt ein Weg nach links ab, der durch den neuen Friedhof führt. Im vorderen Teil des neuen Friedhofs befindet sich eine 1871 errichtete neugotische Friedhofskapelle, die vom Hauptweg umlaufen wird.
Einzel- und Bergmannsgräber sowie die Einfriedungen von altem und neuem Friedhof stehen unter Denkmalschutz und sind damit eingetragene Döhlener Kulturdenkmale.

## Gräber
Der Bereich des alten Friedhofs findet sich mit der Familiengrabstätte der Familie Dathe von Burgk die denkmalpflegerisch wichtigste und baulich größte Grabanlage in Freital. Die Gruftanlage wurde jedoch niemals als solche genutzt. Sie wurde später im hinteren Teil als Gedenkstätte für die Gefallenen des Ersten Weltkriegs umgenutzt. Im Umfeld der von Burgkschen Grabanlage finden sich mehrere historische Gräber und Grüfte, die sich teilweise aber in einem schlechten Zustand befinden. Im vorderen Teil des alten Friedhofs liegt die Grabstätte von Wilhelmine Reichard (1788–1848) und ihrem Gatten. Reichard gilt als erste Ballonfahrerin Deutschlands und lebte von 1814 bis zu ihrem Tod in Döhlen.
Der neue Friedhof entstand im Zusammenhang mit der Schlagwetterexplosion im Segen-Gottes- und Neuhoffnungsschacht 1869 in Burgk. Von insgesamt 276 Opfern dieses Grubenunglücks wurden 31 Bergleute auf dem Döhlener Friedhof beigesetzt. An sie erinnert ein Steinkreuz auf Sockel im hinteren Teil des Friedhofs. Die übrigen Verunglückten wurden auf einer neuen Grabstätte am Windberg beigesetzt. Ein weiteres Bergmannsgrab stammt aus dem Jahr 1876 und erinnert an 25 Bergleute, die am 10. Dezember 1876 bei einer Schlagwetterexplosion im Windbergschacht zu Tode kamen. Daneben finden sich hier mehrere weitere Einzelgräber von verstorbenen und verunglückten Bergleuten.
Insbesondere entlang der nördlichen Mauer des neuen Friedhofs finden sich noch zahlreiche historische Grabanlagen und Grüfte, darunter die der Familie Nägel (u. a. Adolph Nägel) und der Familie Sander (Kammergutspächter in Döhlen).
Nach dem Zweiten Weltkrieg wurden 114 Opfer der Luftangriffe auf Freital und Gittersee im August 1945 auf dem Döhlener Friedhof beerdigt. Dazu zählten unter anderem 33 männliche sowjetische Kriegsgefangene und Zwangsarbeiter aus Birkigt und zehn Kriegsgefangene aus Krilles Gasthof. Deren Gräber wurden erst in den 1990er Jahren wieder freigelegt. Nach 2012 wurden die Gräber zu einem bereits vorhandenen sowjetischen Militärgrab umgebettet und mit einem weiteren Gedenkstein versehen. Daneben befinden sich auch Gräber einheimischer Gefallener aus beiden Weltkriegen.

Grabstätten auf dem Döhlener Friedhof
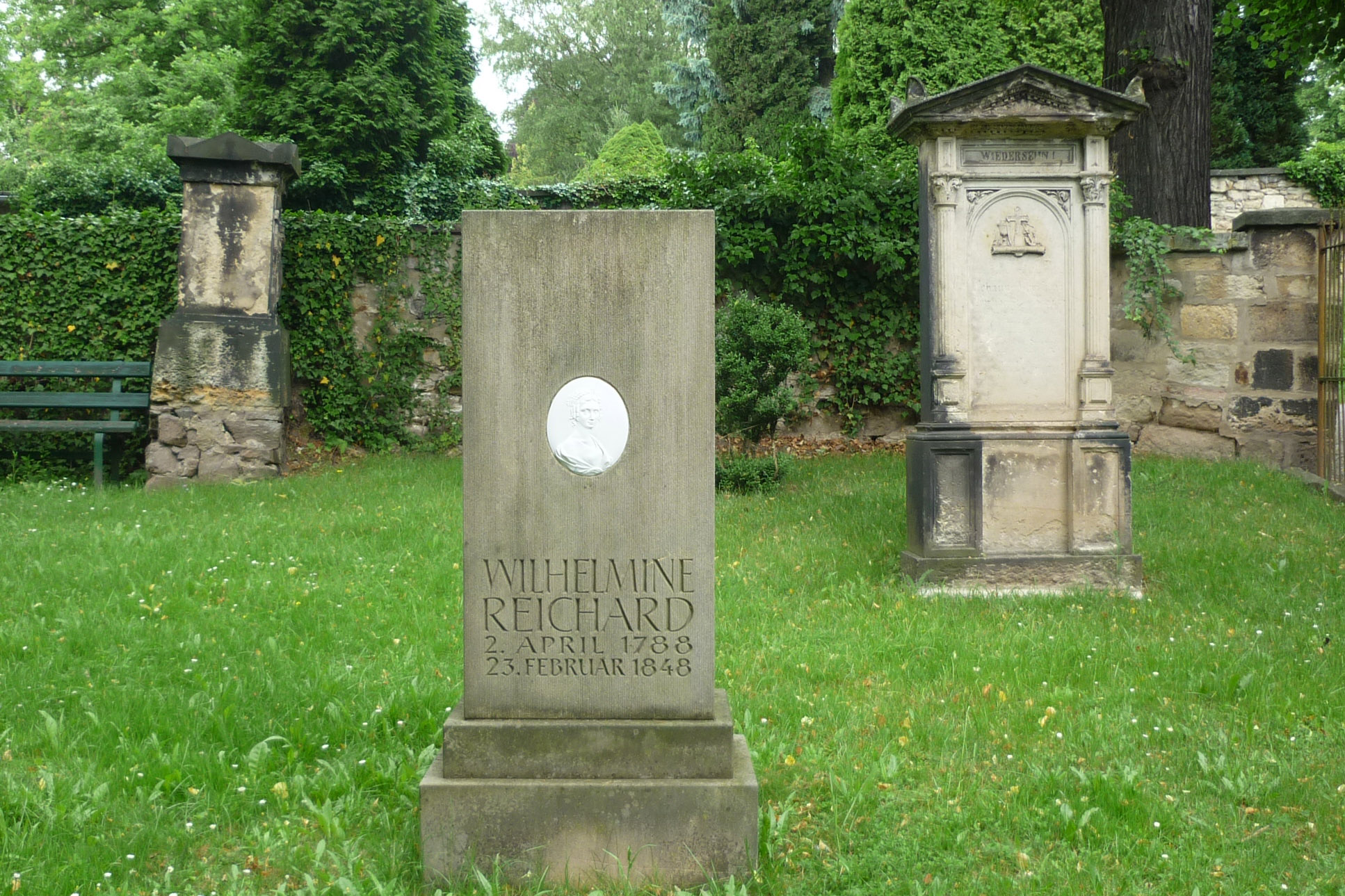
Alter Friedhof: Grabmal für Wilhelmine Reichard
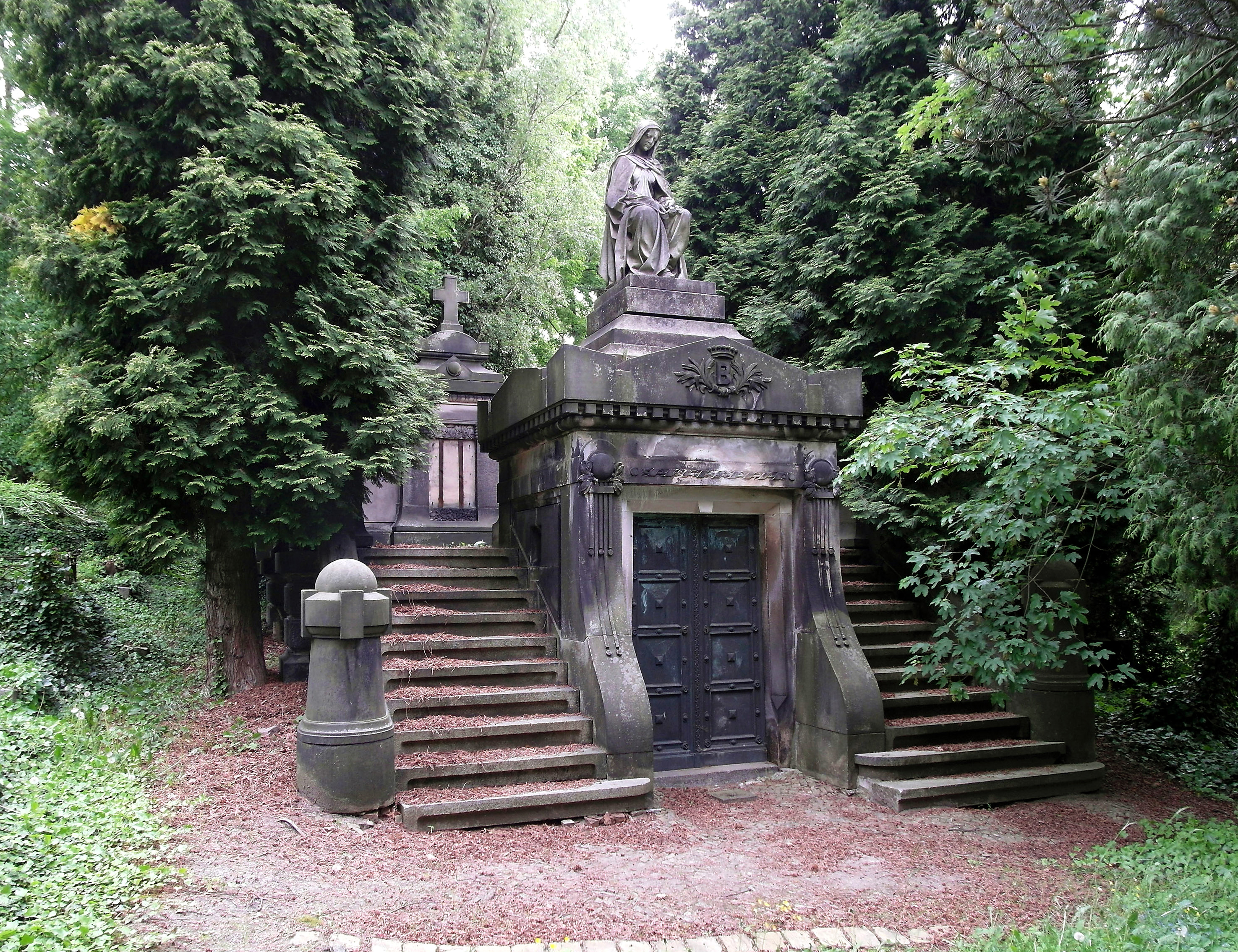
Alter Friedhof: Gruftanlage der Familie von Burgk, später ergänzt um eine Gedenkstätte für die Gefallenen des Ersten Weltkriegs (Hintergrund)
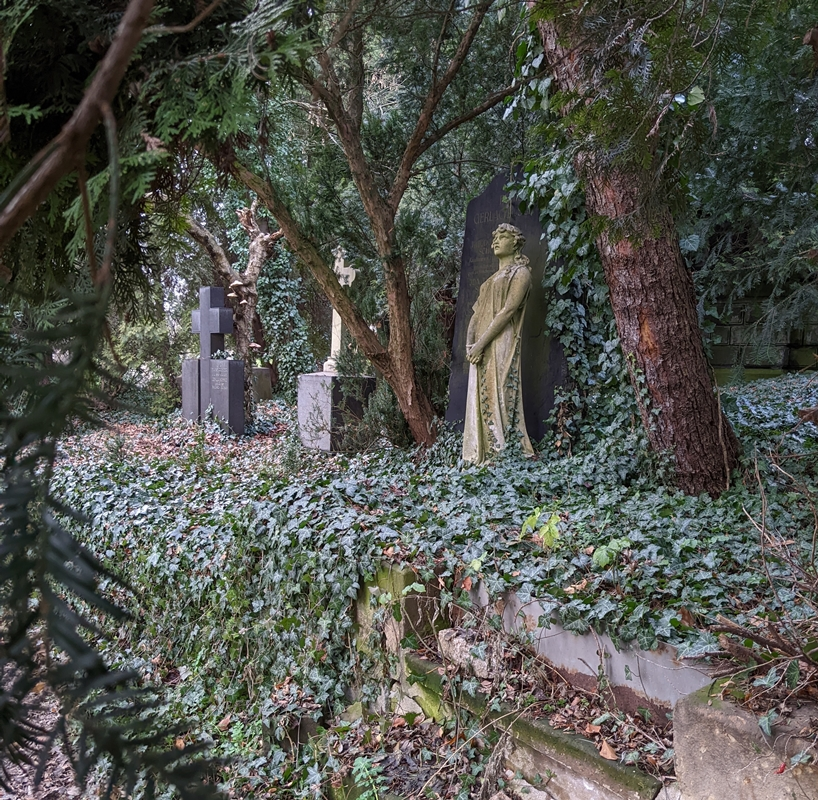
Alter Friedhof: historische Grabanlagen
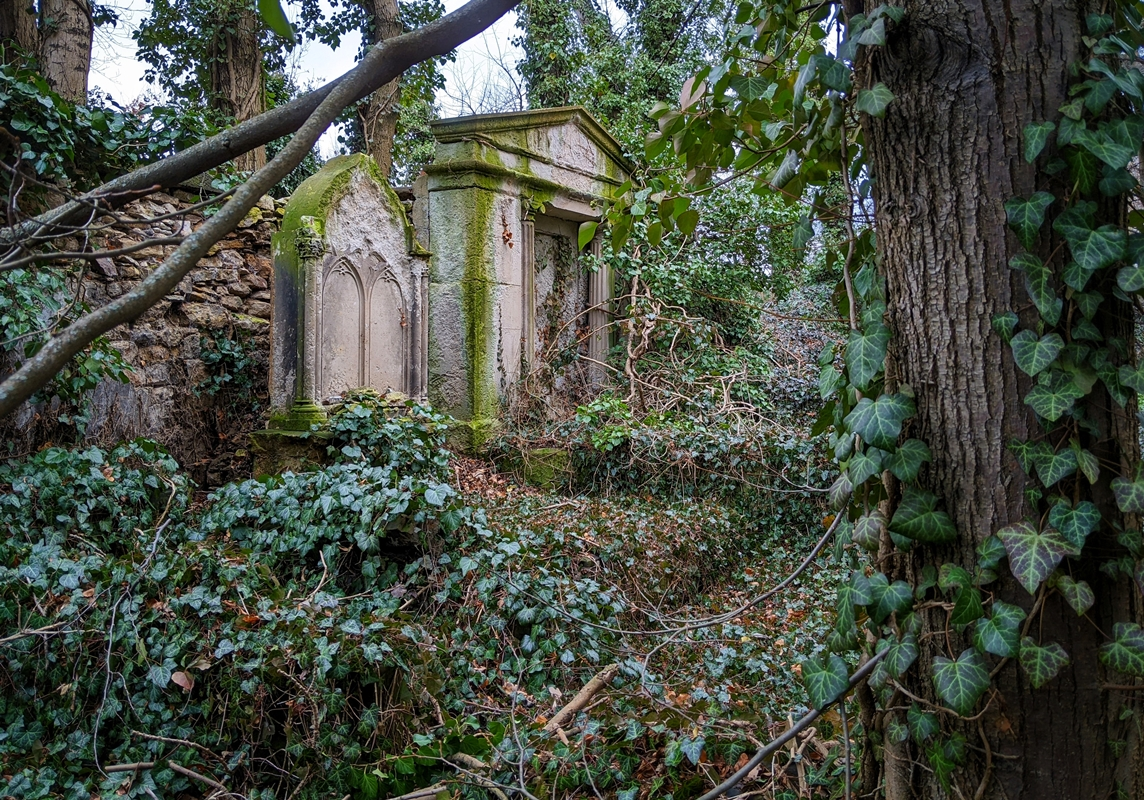
Alter Friedhof: historische Gruftanlage
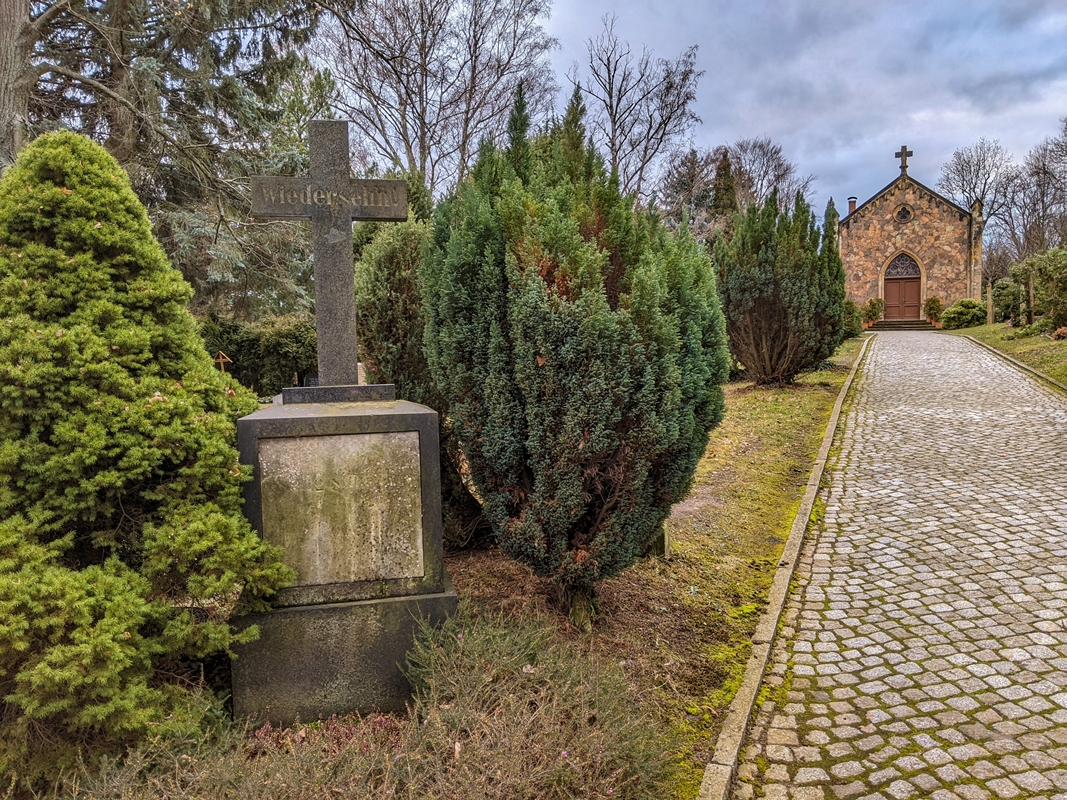
Neuer Friedhof: Eingangsbereich mit Hauptweg und Blick zur Kapelle
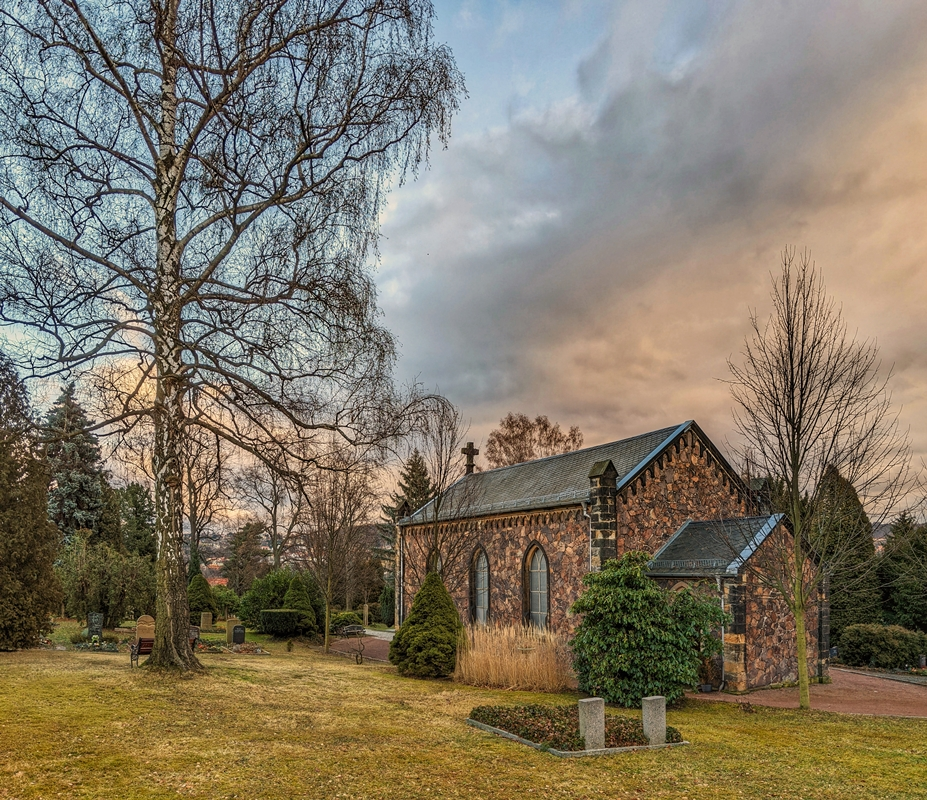
Neuer Friedhof: Blick zur Kapelle
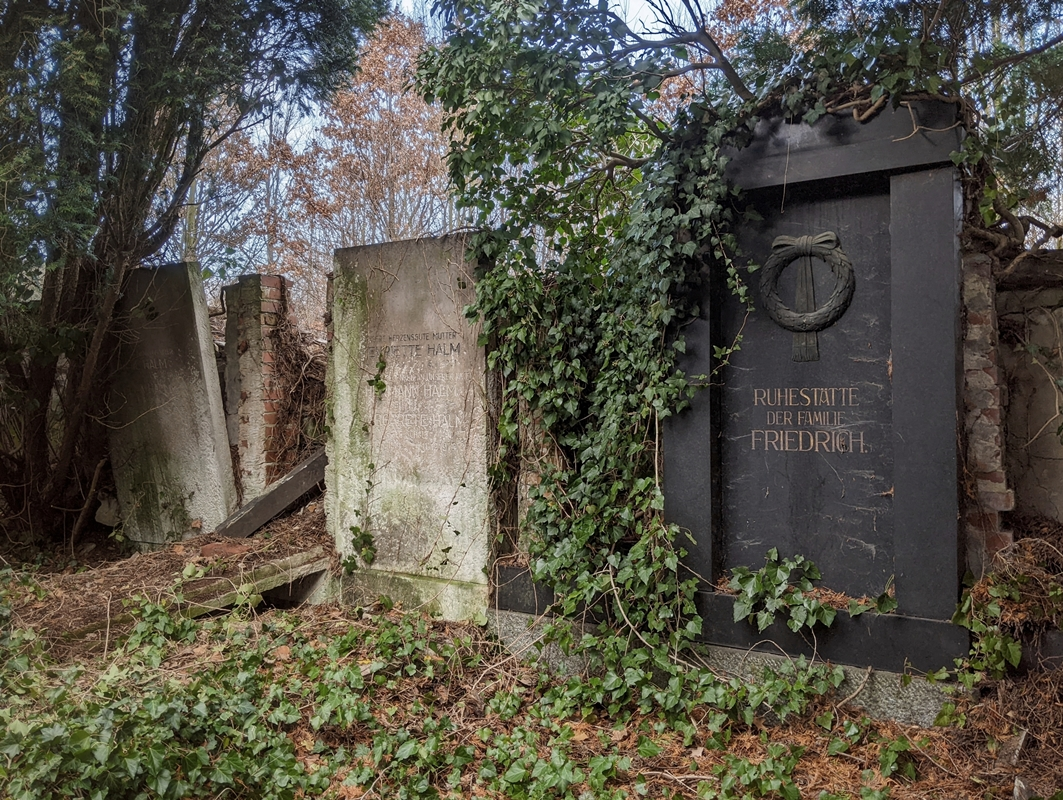
Neuer Friedhof: historische Grabanlagen an der nördlichen Friedhofsmauer
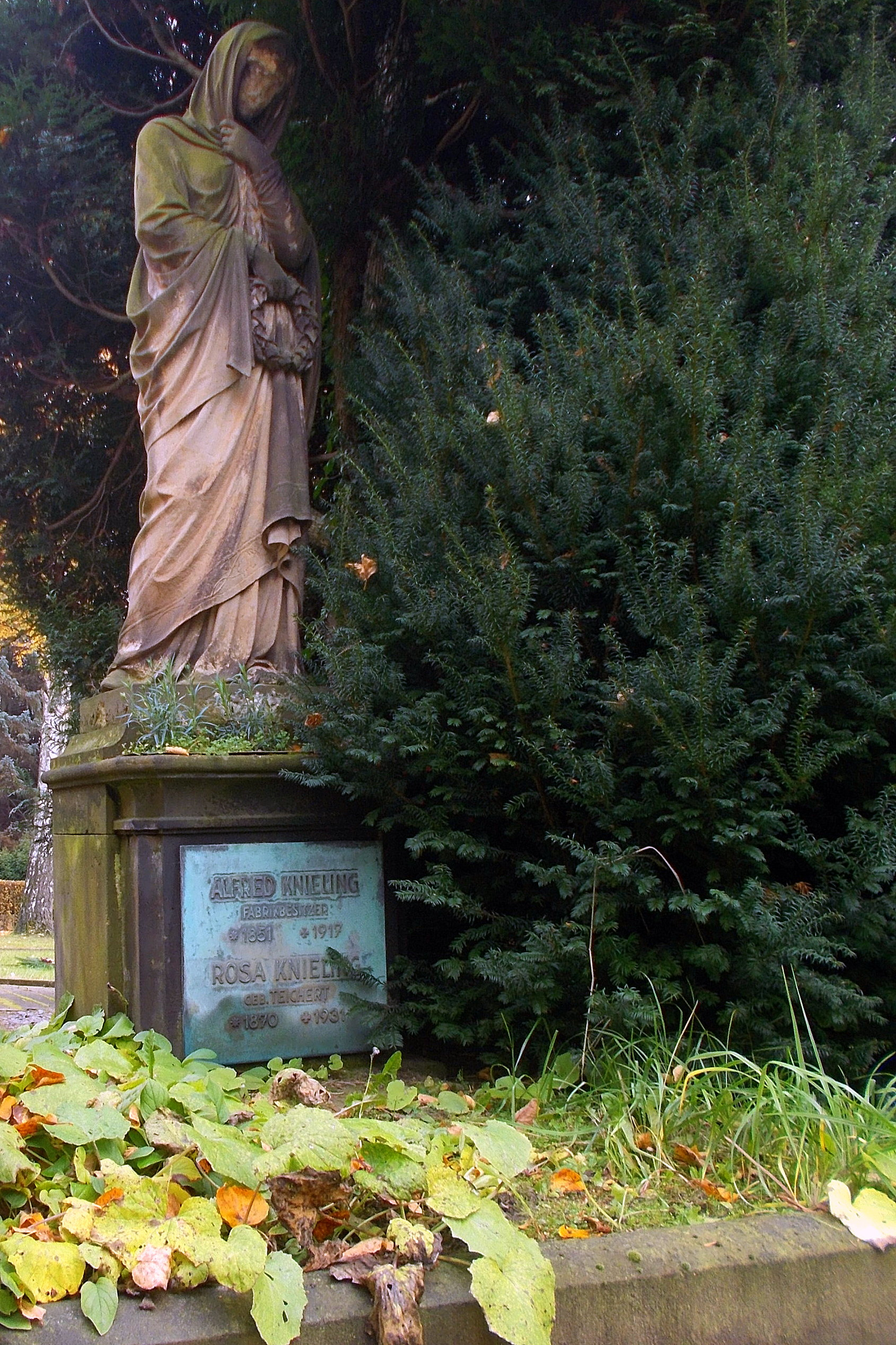
Neuer Friedhof: Grabmal der Fabrikantenfamilie Knieling
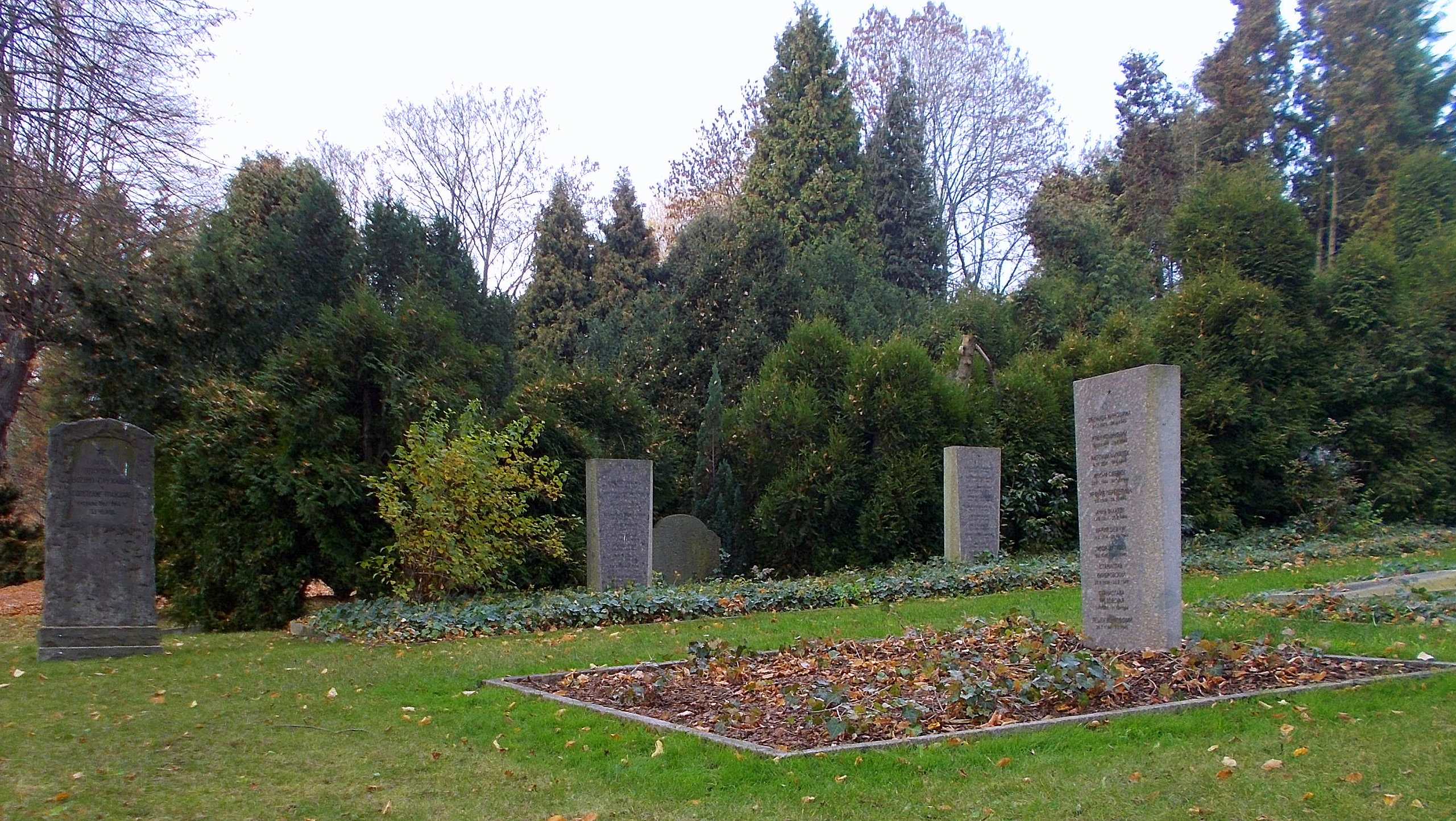
Grabstätte russischer Gefallener
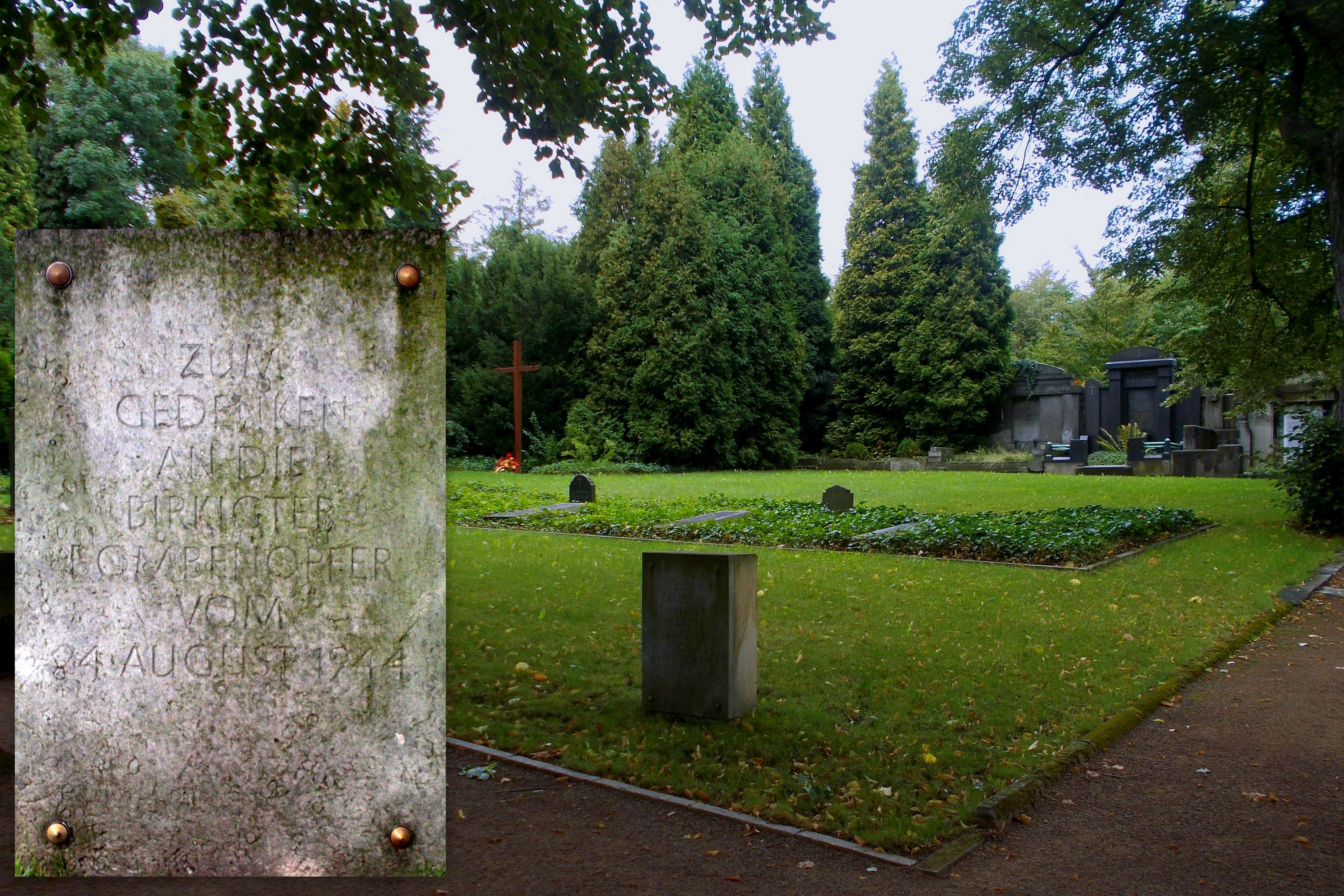
Gedenkstätte für Opfer des Bombenangriffes auf Birkigt